# ヴァサイェガ渉
ヴァサイェガ 渉（ヴァサイェガ わたる、2003年5月3日 - ）は、日本のアイドル。ジュニア内男性アイドルグループ・少年忍者のメンバー。イラン人の父をもつハーフ。
埼玉県出身。STARTO ENTERTAINMENT所属。

## 人物
- 兄と姉がいる[4]。兄も元ジャニーズJr.で[7]、2022年からMaison Bのメンバーとして活動するHIKARU[8]こと、ヴァサイェガ光[4][9]。
- 名前の由来は、名字が長いため漢字一文字の中で母が格好良いと思ったことから「渉」と名付けられた[10]。

## 出演

### テレビドラマ
- ゼロ 一獲千金ゲーム（2018年7月15日、日本テレビ） - 生徒 役[11]
- 永遠のニㇱパ 〜北海道と名付けた男 松浦武四郎〜（2019年7月15日、NHK総合）- 市助 役[12]
- 文豪少年!〜ジャニーズJr.で名作を読み解いた〜 第2話（2021年3月28日、WOWOW） - 主演・セリヌンティウス 役[13]
- 旅屋おかえり（2022年1月27日・28日、NHK BSプレミアム） - 国沢レオ 役[14]
- 紅さすライフ 第9話（2023年9月19日、日本テレビ） - アユム 役[15]

### 舞台
- WBB vol.20『バンクパック』（2022年6月7日 - 13日、紀伊國屋サザンシアター TAKASHIMAYA） - 主演・藤澤 役[16][17]
- かまいたちの夜 〜THE LIVE〜（2024年6月20日 - 23日、シアター1010 / 6月28日 - 30日、COOL JAPAN PARK OSAKA TTホール） - 主演・伊月 役[18][19]

### イベント
- 第32回 マイナビ 東京ガールズコレクション 2021 SPRING/SUMMER（2021年2月28日）[6][20]
- 第33回 マイナビ 東京ガールズコレクション 2021 AUTUMN/WINTER（2021年9月4日）[21]
- Rakuten GirlsAward 2024 SPRING/SUMMER（2024年5月3日、国立代々木競技場第一体育館）[22][注 1]
- 第39回 マイナビ 東京ガールズコレクション 2024 AUTUMN/WINTER（2024年9月7日、さいたまスーパーアリーナ）[24]
- 第40回 マイナビ 東京ガールズコレクション 2025 SPRING/SUMMER（2025年3月1日、国立代々木競技場第一体育館）[25][注 2]
- 駆アガル！〜あべこべ男子に憧れて〜（2025年3月22日・23日、ぴあアリーナMM）[27][28]
- Rakuten GirlsAward 2025 SPRING/SUMMER（2025年5月3日、国立代々木競技場第一体育館）[29]